# Mariusz Malec (piłkarz)
Mariusz Malec (ur. 4 kwietnia 1995 w Chorzowie) – polski piłkarz występujący na pozycji obrońcy w polskim klubie Śląsk Wrocław.

## Kariera klubowa

### UKS Ruch Chorzów
Karierę rozpoczął w drużynie UKS Ruch Chorzów, czyli swoistej akademii Ruchu Chorzów. W 2011 otrzymał możliwość wyboru dalszej ścieżki kariery, pomiędzy pozostaniem w UKS Ruch a dołączeniem do seniorskiej drużyny Ruchu Chorzów. Wybrał pozostanie w juniorach, w których grał przez kolejne 3 lata, aż do 2014 roku. W 2013 wystąpił na Mistrzostwach Polski juniorów, na których zmierzył się z młodzieżowymi drużynami Cracovii (5:1), Arki Gdynia (2:2) i Legii Warszawa (2:1).

### Polonia Bytom
1 lipca 2014 dołączył do Polonii Bytom. W barwach nowej drużyny zadebiutował 19 lipca 2014 w meczu rundy kwalifikacyjnej Pucharu Polski przeciwko Łysicy Bodzentyn (1:0). W III lidze zadebiutował 2 sierpnia 2014 w meczu przeciwko Podbeskidziu II Bielsko-Biała (2:0). Pierwszą bramkę w barwach Polonii zdobył 11 października 2014 w meczu ligowym przeciwko BKS-owi Stal Bielsko-Biała. W czerwcu 2015, po barażach o awans do II ligi przeciwko Warcie Poznań (1:2, 1:0), awansował do wyższej klasy rozgrywkowej. W II lidze zadebiutował 1 sierpnia 2015 w meczu przeciwko Stali Mielec (1:1). Pierwszą bramkę w II lidze zdobył 10 października 2015 w meczu przeciwko Legionovii Legionowo (2:2).

### Olimpia Grudziądz
12 stycznia 2016 podpisał kontrakt z Olimpią Grudziądz. W barwach nowego zespołu zadebiutował 5 marca 2016 w meczu I ligi przeciwko Stomilowi Olsztyn (1:1).

### Podbeskidzie Bielsko-Biała
3 lutego 2017 podpisał 2,5 letni kontrakt z Podbeskidziem Bielsko-Biała. W barwach Podbeskidzia zadebiutował 18 marca 2017 w meczu I ligi przeciwko Chojniczance Chojnice (1:1). Po udanej rundzie wiosennej znalazł się na liście życzeń kilku klubów z Ekstraklasy.

### Pogoń Szczecin
5 czerwca 2018 przeszedł do Pogoni Szczecin. W barwach nowego zespołu zadebiutował w meczu Ekstraklasy przeciwko Lechii Gdańsk (2:3). Pierwszą bramkę w Pogoni zdobył w meczu ligowym przeciwko Górnikowi Zabrze (3:1). 15 maja 2019 w meczu ligowym przeciwko Legii Warszawa (1:1), po brutalnym faulu Luisa Rochy doznał kontuzji troczka przyśrodkowego, który odpowiada za stabilizację rzepki. Początkowo myślano, że będzie pauzował od sześciu do ośmiu tygodni, ale podczas jednego z treningów na obozie letnim w Gniewinie kontuzja się odnowiła. 29 lipca 2019 przeszedł zabieg rekonstrukcji troczka przyśrodkowego i wrócił do gry w rundzie wiosennej. W sezonie 2020/21 zajął z Pogonią drużyną III miejsce w Ekstraklasie, zdobywając tym samym swój pierwszy medal w karierze.

### Śląsk Wrocław
25 czerwca 2025 został zawodnikiem Śląska Wrocław.

## Kariera reprezentacyjna
W 2010 otrzymał powołanie na zgrupowanie kadry U-15 w Grodzisku Wielkopolskim. W tym czasie mierzył 165 cm wzrostu i według trenera Marcina Dorny był zbyt niski do grania na pozycji obrońcy, przez co nie został więcej powołany do reprezentacji.

## Statystyki
(aktualne na dzień 2 czerwca 2022)
| Klub                       | Sezon              | Liga               | Liga  | Liga   | Puchar kraju | Puchar kraju | Europa | Europa | Suma  | Suma   |
| Klub                       | Sezon              | Liga               | Mecze | Bramki | Mecze        | Bramki       | Mecze  | Bramki | Mecze | Bramki |
| -------------------------- | ------------------ | ------------------ | ----- | ------ | ------------ | ------------ | ------ | ------ | ----- | ------ |
| Polonia Bytom              | 2014/15            | III liga           | 38    | 3      | 1            | 0            | –      | –      | 39    | 3      |
| Polonia Bytom              | 2015/16            | II liga            | 17    | 1      | 0            | 0            | –      | –      | 17    | 1      |
| Polonia Bytom              | Ogólnie            | Ogólnie            | 55    | 4      | 1            | 0            | 0      | 0      | 56    | 4      |
| Olimpia Grudziądz          | 2015/16            | I liga             | 14    | 0      | 0            | 0            | –      | –      | 14    | 0      |
| Olimpia Grudziądz          | 2016/17            | I liga             | 15    | 0      | 1            | 0            | –      | –      | 16    | 0      |
| Olimpia Grudziądz          | Ogólnie            | Ogólnie            | 29    | 0      | 1            | 0            | 0      | 0      | 30    | 0      |
| Podbeskidzie Bielsko-Biała | 2016/17            | I liga             | 4     | 0      | 0            | 0            | –      | –      | 4     | 0      |
| Podbeskidzie Bielsko-Biała | 2017/18            | I liga             | 30    | 0      | 2            | 0            | –      | –      | 32    | 0      |
| Podbeskidzie Bielsko-Biała | Ogólnie            | Ogólnie            | 34    | 0      | 2            | 0            | 0      | 0      | 36    | 0      |
| Pogoń Szczecin             | 2018/19            | Ekstraklasa        | 22    | 1      | 1            | 0            | –      | –      | 23    | 1      |
| Pogoń Szczecin             | 2019/20            | Ekstraklasa        | 8     | 0      | 0            | 0            | –      | –      | 8     | 0      |
| Pogoń Szczecin             | 2020/21            | Ekstraklasa        | 20    | 0      | 2            | 0            | –      | –      | 22    | 0      |
| Pogoń Szczecin             | 2021/22            | Ekstraklasa        | 14    | 0      | 1            | 0            | 0      | 0      | 15    | 0      |
| Pogoń Szczecin             | Ogólnie            | Ogólnie            | 64    | 1      | 4            | 0            | 0      | 0      | 68    | 1      |
| Ogólnie w karierze         | Ogólnie w karierze | Ogólnie w karierze | 182   | 5      | 8            | 0            | 0      | 0      | 190   | 5      |

## Sukcesy

### Pogoń Szczecin
- III miejsce w Ekstraklasie (1×): 2020/2021

## Życie prywatne
Jego przyrodni brat Dawid Szczypior również jest piłkarzem, występującym na pozycji obrońcy. W sezonie 2008/2009 w barwach Ruchu Chorzów zdobył Mistrzostwo Młodej Ekstraklasy. 29 listopada 2008 miał zadebiutować w meczu Ekstraklasy przeciwko Wiśle Kraków, ale podczas oczekiwania na wejście przy linii bocznej sędzia zakończył spotkanie.
Jego siostra Monika Malec występowała w żeńskiej drużynie Ruchu Chorzów w piłce ręcznej, w której rozegrała kilkanaście minut w Superlidze.